# Sarah Essen
 (avril 2019).
Sarah Essen est un personnage de fiction dans Batman. Ce personnage a été créé par Frank Miller et David Mazzucchelli dans Batman n°405 en 1987.

## Biographie fictive
Sarah est inspecteur de police et collègue de James Gordon. Elle tombe vite sous le charme de son comparse et ils entament une liaison. Lors de leurs nombreuses tentatives pour arrêter le Batman, Sarah devine rapidement que Batman est lié à Bruce Wayne. Le commissaire Gillian B. Loeb découvre la relation adultérine de ses deux officiers et tente de les faire chanter. Gordon se résout à avouer à Barbara Eileen sa liaison et Sarah quitte Gotham City peu de temps après.
Elle revient quelques années plus tard après avoir été mariée à un policier de New York, tué lors d'une mission. James Gordon et elle se retrouvent après avoir divorcé de son ancienne femme. Ils décident finalement de se marier. James Gordon est plus tard rétrogradé et par lassitude quitte son poste de policier, sa femme reprend son poste laissé vacant. Sarah assure plus ou moins bien sa fonction mais a du mal à collaborer avec Batman et Robin. Elle est plus tard destituée de ses fonctions et Gordon reprend son poste.
Lors du final Batman: No Man's Land, le Joker kidnappe un grand nombre de nourrissons et Sarah est la première à se rendre sur les lieux mais le Joker se sert d'un des enfants et le jette en direction de l'inspecteur. En voulant sauver le bébé, Sarah laisse tomber son arme et dans son infini cruauté, Joker l’abat. 

## Œuvres où le personnage apparaît

### Comics
- 1987 : Batman : Année 1 (Batman: Year One) de Frank Miller et David Mazzucchelli
- 1999 : Batman: No Man's Land
- 2011 : Sombre reflet de Scott Snyder Jock et Francesco Francavilla

### Cinéma
- 2011 : Batman: Year One
- 2012 : Batman: The Dark Knight Returns

### Séries télévisées
- 2014-2015 : Gotham avec Zabryna Guevara (VF : Brigitte Virtudes)